# 吴雪莉
吴雪莉（1925年7月15日—2022年4月7日），是一名美国裔中国教育家，原名Shirley Wood，美国阿肯色州出生。早年时，她的家庭因受到经济萧条冲击而生活困顿。1945年，吴雪莉和中国公费留学生黄元波结婚，1946年和他一起回到中国。1953年起在河南大学就职，负责教授英语。1975年，吴雪莉在周恩来特批下加入中华人民共和国国籍。
吴雪莉曾任河南省政协常委。

## 荣誉
- 庆祝中华人民共和国成立70周年纪念章（2019年）[1]
- 国家外国专家局·功勋外教奖（2014年）[5]